# Miloš Vignati
Miloš Vignati (28. dubna 1897, Přerov – 9. listopadu 1966, tamtéž) byl český právník, dirigent, hudební skladatel a pedagog.

## Život
Po maturitě na gymnáziu v Přerově musel narukovat do rakouské armády. Po vzniku Československa vystudoval práva na Karlově univerzitě v Praze. Vedle toho navštěvoval přednášky Zdeňka Nejedlého z hudební vědy. Po získání doktorátu z práv studoval soukromě skladbu u Viléma Petrželky a krátce i u Josefa Bohuslava Foerstera.
Jako právník působil v rodném Přerově a významně se podílel na hudebním životě města. Založil pěvecké sdružení Tyrš a podílel se na vzniku Volného pěveckého sdružení ve Vyškově. V Přerově nastudoval i několik českých oper a organizoval pravidelné hudební besedy za účasti předních českých umělců. Po 2. světové válce se stále více věnoval hudbě. Byl v Přerově předsedou klubu Svazu československých skladatelů, krajským inspektorem pro hudbu, učil na Pedagogické škole v Přerově a později i na Vejvanovského konzervatoři v Kroměříži. Podílel se rovněž na založení Oblastního divadla Přerov. Svými kritickými a popularizačními články přispíval do novin a časopisů.
V roce 1949 vstoupil do Svazu československých skladatelů, roku 1953 vznikla olomoucká odbočka a Miloš Vignati se stal jejím předsedou. O dva roky později ale byla olomoucká odbočka Svazu zrušena (září 1955), členové olomoucké odbočky byli převedeni pod odbočku Svazu v Ostravě.
Jeho bratr Vilém Vignati (1915–1981) vystudoval medicínu, ale stejně jako bratr se celoživotně aktivně věnoval hudbě. Stal se odborným lékařem v lázních Luhačovice a ve své vědecké práci se zabýval léčebnými účinky hudby. Jeho bratr Jan Vignati (1899-1942) byl primářem patologie v Uherském Hradišti a odbojářem popraveným nacisty.

## Dílo

### Klavírní skladby
- Rozmarná suita op. 3
- Fantasia marittima op. 7
- Sonata revoluční op. 14

### Komorní skladby
- Terzetto pro dvoje housle a violu op. 9
- Partita a 6 duet pro dvoje housle op. 13
- Dvě skladby pro violu a klavír (instrumentováno i pro orchestr)
- Sonata quasi ballata (housle sólo)
- Lidová suita pro violoncello op. 16
- Dechový kvintet op. 17
- Suita pro dvoje housle, sólový hlas, violoncello a klavír (1945)
- 1. smyčcový kvartet op. 20, „Rapsodie proletáře“
- 2. smyčcový kvartet op. 28, „Tři pastorely“
- Sonata pro housle a klavír op. 32

### Orchestrální skladby
- Lidové tance op. 19
- Mladým pionýrům op. 24
- Bulharské fresky op. 24

### Písně
- Čtyři písně na slova Rabíndranátha Thákura op. 2
- 10 písní na slova lidové poesie podkarpatské op. 4
- Vzkazuji milému pro soprán a orchestr op. 18
- Dojmy op. 27 (slova Marie Pujmanová)
- Písně vojenské a regrutské op. 30 a op. 39
- Písně milostné pro alt a klavír op. 31
- Důvěrná setkání pro soprán a smyčcový kvartet op. 31

### Sbory
- Dva mužské sbory op. 15 (slova Jaroslav Seifert a Li Po)
- Čtyři moravské poemy op. 36
- Tři básně Vítězslava Nezvala op. 38

Kromě toho byl autorem četných dobových masových písní a příležitostných skladeb s politickou tematikou.